# Dienerella besucheti
Dienerella besucheti es una especie de coleóptero de la familia Latridiidae.

## Distribución geográfica
Habita en Marruecos.